# Форнеро, Эльза
Эльза Мария Форнеро (итал. Elsa Maria Fornero; 7 мая 1948, Сан-Карло-Канавезе, провинция Турин, Пьемонт) — итальянский экономист и государственный деятель, министр труда и социальной политики с полномочиями по обеспечению равных возможностей в правительстве Монти (2011−2013).

## Биография
Родилась в Сан-Карло-Канавезе 7 мая 1948 года. Ординарный профессор политической экономии в Туринском университете, специализировалась на макроэкономике, экономике сбережений, социального обеспечения и пенсионных фондов. Научный координатор Центра исследований политики пенсионного и социального обеспечения Колледжа Карла Альберта при Туринском университете и почётный член попечительского совета колледжа, доктор политики социальной защиты школы управления при Маастрихтском университете. Форнеро также занимает должности в руководстве других научных учреждений Европы, сотрудничает в итальянской ежедневной деловой газете Il Sole 24 Ore. Являлась вице-президентом наблюдательного совета банка Intesa Sanpaolo (2010—2011), вице-президент Compagnia di Sanpaolo (2008—2010), член Научного комитета Конфиндустрии (2005—2006), член комиссии экспертов Всемирного банка (2003—2004) и т. д. В 1993 году Форнеро была избрана в коммунальный совет Турина по списку «Альянса за Турин» (Alleanza per Torino) и оставалась местным депутатом до 1998 года. С 16 ноября 2011 по 28 апреля 2013 года являлась министром труда и социальной политики с полномочиями по обеспечению равных возможностей в правительстве Монти.
В качестве министра осуществила пенсионную реформу и реформу рынка труда, направленную, по её словам, на обеспечение работой молодёжи и пятидесятилетних. Обе реформы были оформлены одним законом № 92 от 28 июня 2012 года, который вступил в силу 18 июля 2012 года. К числу новшеств, вызвавших наибольшее раздражение общественности, относят положения об изменении Статута трудящихся в направлении облегчения процедуры увольнения. В соответствии с одним из положений реформы, только в сентябре 2014 года работодатели и наёмные работники начали платить в фонд Национального института социального страхования (INPS) налог с заработной платы в размере 0,5 % (только треть суммы — за счёт работника). Однако, поскольку это положение закона было задействовано с опозданием (к уплате этого налога планировалось приступить в начале года), с плательщиков взимался также штраф за просрочку в размере 1 %. После того, как Конституционный суд отклонил предложение Лиги Севера о проведении референдума по вопросу отмены реформы Форнеро, та признала в интервью несовершенство закона № 92 и возможность его доработки. В частности, к недостаткам нормативного акта она отнесла сохранение скрытых привилегий в системе пенсионного обеспечения, которыми пользуются не те, кто более нуждается в поддержке. Тем не менее, полный отказ от реформы, по мнению Форнеро, только ухудшит ситуацию. В соответствии с реформой пенсионного обеспечения, в 2013 году мужчины имели право выйти на пенсию по старости при наличии трудового стажа 42 года и 5 месяцев, а женщины — 41 года и 5 месяцев. При этом, если возраст выходящего на пенсию менее 62 лет, размер пенсии снижается на 1 % за каждый год ниже 62 лет и на 2 % за каждый год ниже 60 лет. С 2013 года мужчины и женщины, занятые в бюджетной сфере, имеют право выйти на пенсию в возрасте 66 лет и 3 месяцев вне зависимости от трудового стажа. Самозанятые женщины получили право выхода на пенсию в возрасте 63 лет и 9 месяцев, а женщины, работающие по найму в частных компаниях — в возрасте 62 лет и 9 месяцев. Возраст выхода на пенсию планируется постепенно повышать по мере увеличения продолжительности жизни в Италии. Так, люди, которым в 2012 году было 26 лет, могут выйти на пенсию по старости в 2056 году в возрасте 70 лет и 6 месяцев; 36-летние — в 2045 и 2046 годах в возрасте 69 лет и 8 месяцев; 46-летние — в 2034 или 2035 году в возрасте 68 лет и 8 месяцев; 56-летние — в 2023 году в возрасте 67 лет и 5 месяцев.
Эльза Форнеро замужем за экономистом Марио Деальо (Mario Deaglio), имеет единственную дочь Сильвию Деальо 1974 года рождения. В 2012 году Сильвия подвергалась критике, поскольку она преподавала генетику в том же Туринском университете, в котором работали её родители, а также возглавляла фонд, финансируемый банком Sanpaolo, вице-президентом которого являлась Эльза. В ноябре того же года на адрес университета пришло письмо с французским штампом для Сильвии с угрозой, в связи с чем полиция проводила расследование.